# Nébias
Nébias – miejscowość i gmina we Francji, w regionie Oksytania, w departamencie Aude.
Według danych na rok 1990 gminę zamieszkiwało 247 osób, a gęstość zaludnienia wynosiła 19 osób/km² (wśród 1545 gmin Langwedocji-Roussillon Nébias plasuje się na 669. miejscu pod względem liczby ludności, natomiast pod względem powierzchni na miejscu 604.).